# The Entertainer

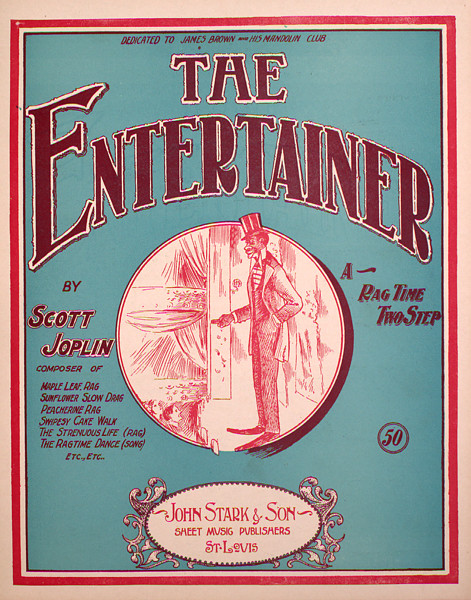
Titelblatt der Erstausgabe, die 1902 im Verlag John Stark & Son erschien

The Entertainer, erschienen im Jahr 1902, ist einer der bekanntesten Rags von Scott Joplin für Klavier solo. Er folgt im Aufbau im Wesentlichen der für klassische auskomponierte Rags typischen Struktur Einleitung AA BB A CC DD. Das Original ist ein technisch anspruchsvolles Werk; es gibt zahlreiche vereinfachende Bearbeitungen und Arrangements für diverse Besetzungen. 
The Entertainer  und andere von Joplin komponierte Rags werden als Filmmusik im Film Der Clou in einer für eine Jazz-Band bearbeiteten Fassung gezeigt.
Nach dem Erfolg des Films Der Clou produzierte Gottfried Böttger 1974 als Raggi Ragtime eine Version mit einem deutschen Text, der von Udo Lindenberg unter dem Pseudonym Felix Cix geschrieben wurde. Das Stück beginnt mit Klavier-Solo und Gesang; später wird das Klavier von einer Band unterstützt. Der Text von Der Clou handelt, anlehnend an den Film, von einem Klavierspieler, der in einer Chicagoer Unterweltbar jede Nacht um sein Leben fürchtet. Diese Version war in den deutschen Charts auf Platz 37 und in Österreich auf Platz 13. 
Der Partyschlager Dicke Titten, Kartoffelsalat (2014) von Ikke Hüftgold basiert auf der Melodie.